# مبارك غانم
مبارك غانم ، لاعب كرة قدم إماراتي سابق.
أحد خريجي نادي النصر الذي طالما رفد كرة القدم الإماراتية بالمواهب الأصيلة، صاحب موهبة فطرية وحب كبير لشعار النصر.
كان مبارك غانم المولود في عام 1963 من أكثر لاعبي النصر تميزاً في حقبة الثمانينات والتسعينات، اشتهر بقدراته العالية وذكائه الحاد في التعامل مع الكرة، يوظف قدراته دائماً لمصلحة المجموعة، يلعب بفدائية وإصرار وحب وعشق للشعار الذي يرتديه، الأمر الذي جعله يلعب بروح قتالية وثابة.
تميز مبارك غانم أيضاً بضرباته بحس كروي رفيع، وكثيراً ما أهدى فريق النصر والمنتخب انتصارات لافتة.
يعتز مبارك غانم كثيراً بتجربته الكبيرة بالمشاركة في مونديال إيطاليا 1990 وبزملائه من لاعبي المنتخب الذين كان معهم في كأس العالم 90، كما يمتلك ثقة كبيرة في الجيل الحالي من لاعبي المنتخب الوطني الإماراتي.
حقق مبارك غانم مع العميد النصراوي عدداً من الإنجازات على مستوى عدد مرات الفوز بالدوري والكأس، إضافة إلى المشاركة معه في البطولات الآسيوية.
على مستوى المنتخب، شارك غانم مع الأبيض في عدد من دورات كأس الخليج ووضع بصمة كبيرة، خصوصاً في كأس الخليج نسخة عام 1988، وأحرز معه مراكز طيبة فيها، وكان إنجازه الباهر بالتأهل واللعب معه في مونديال إيطاليا 1990.
شغل مبارك غانم عدداً من المواقع الكروية، أهمها إدارة الفريق الأول في نادي الجزيرة، في فترة كان فيها فورمولا العاصمة يواجه تحديات كبيرة ومهام عظيمة، وتصدى للتكليف ولم تلن له قناة ولا عزيمة.

## كأس الخليج 1988
و قد سجل هدف في مرمى منتخب البحرين لكرة القدم.

## روابط خارجية
- مبارك غانم على موقع الاتحاد الدولي (مؤرشف)  (الإنجليزية)
- مبارك غانم على موقع ناشيونال فوتبول تيمز (الإنجليزية)
- مبارك غانم على موقع عالم كرة القدم.نت (الإنجليزية)